# Jaan Teemant
Jaan Teemant, född 24 september 1872 (n.s., 12 september g.s.) i Illuste, Vigala socken, Läänemaa i dåvarande ryska Guvernementet Estland, fängslad och därefter försvunnen i Tallinn i juli 1940, var en estnisk jurist och konservativ politiker. Från 15 december 1925 till 9 december 1927 samt åter från 19 februari till 19 juli 1932 var han Estlands riksäldste som kombinerad stats- och regeringschef.

## Biografi
Teemant tog gymnasieexamen från Hugo Treffner-gymnasiet i Tartu och studerade juridik vid Sankt Petersburgs universitet, där han tog examen 1901.
Teemant verkade efter sin examen som jurist i Tallinn och var 1904–1905 medlem av Tallinns stadsfullmäktige. Han tvingades i exil till Schweiz efter att ha deltagit i 1905 års ryska revolutionsförsök och dömdes till dödsstraff i sin frånvaro. Han kunde dock återvända till Estland 1908 men fängslades och satt häktad i Sankt Petersburg 1908–1909. Han dömdes därefter till ett 18 månader långt fängelsestraff och satt fängslad i Sankt Petersburg, varefter han deporterades till guvernementet Archangelsk där han förblev fram till 1913.
Från 1917 till 1919 var Teemant medlem av Guvernementet Estlands provisoriska lantdag och blev i samband med självständigheten 1918 riksåklagare, samt därefter 1919 ordförande för advokatförbundet. 1919–1920 var han medlem av Republiken Estlands konstituerande församling och var under större delen av mellankrigstiden ledamot av Riigikogu för det konservativa Estniska bondeförbundet.
Från 15 december 1925 till 9 december 1927 samt åter från 19 februari till 19 juli 1932 var han Estlands stats- och regeringschef som riksäldste, i ledningen för totalt fyra olika koalitionsregeringar. Han verkade vid sidan av sin politiska bana som advokat. Under perioden 1939–1940 var han estnisk representant i organisationen som hanterade frågor kring balttyska flyktingars egendom i Estland.
Teemant arresterades av NKVD 23 juli 1940 efter den sovjetiska ockupationen av Estland. Han tros ha avrättats eller avlidit i fängelse i Tallinn kort därefter; enligt andra källor ska han ha dömts till straffarbete i oktober 1941, men hans vidare öde är i så fall okänt.

## Utmärkelser
- Tre Stjärnors orden, första graden 1926
- Örnkorsets orden, första graden 1930
- Juris hedersdoktor vid Tartu universitet 1932